# Torre de Casa Rins

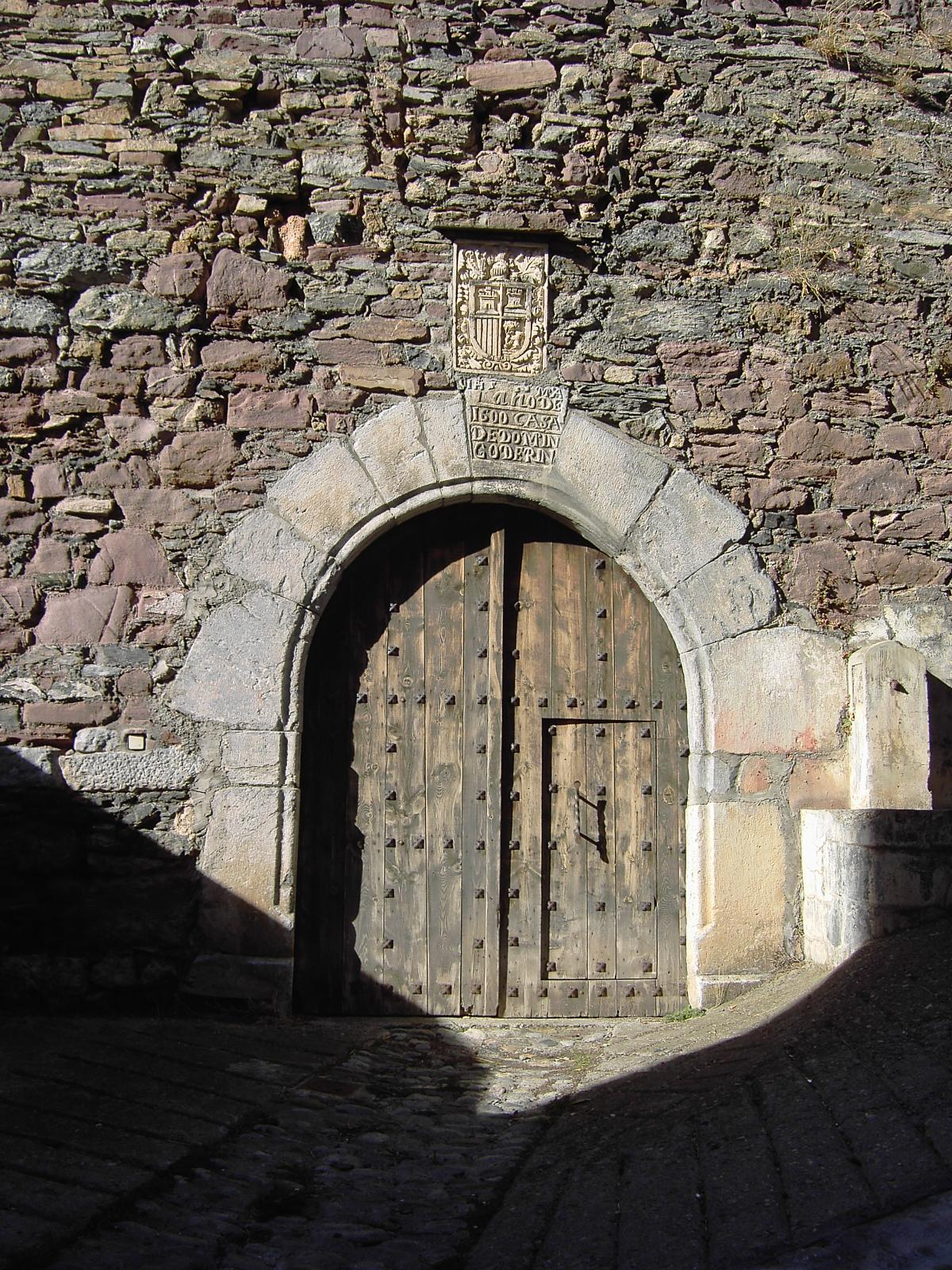
Acceso a Casa Rins, donde se puede leer: «IHS MA/ año de 1600 CASA/DE DOMIN/GO DERIN»

La Torre de Casa Rins junto a la Torre de Casa Tardán y la de la iglesia son las tres torres de Gistaín pequeña localidad perteneciente a la Comarca de Sobrarbe, provincia de Huesca, Aragón, España.

## Torres defensivas
Las dos torres defensivas son de planta cuadrada, levantadas en mampostería y con sillar en las esquinas, de un solo cuerpo y de gran altura con escasos vanos. Los tejados son a cuatro vertientes, muy apuntados y a doble pendiente, cada una de ellas está situada en un extremo del pueblo.

## Descripción
La Torre de Casa Rins consta de cinco pisos con entrada en altura. Con puerta adintelada con arco que descarga sobre ella. En la cuarta planta se alinean una serie de huecos que pudieron sostener un antiguo cadalso defensivo de madera.

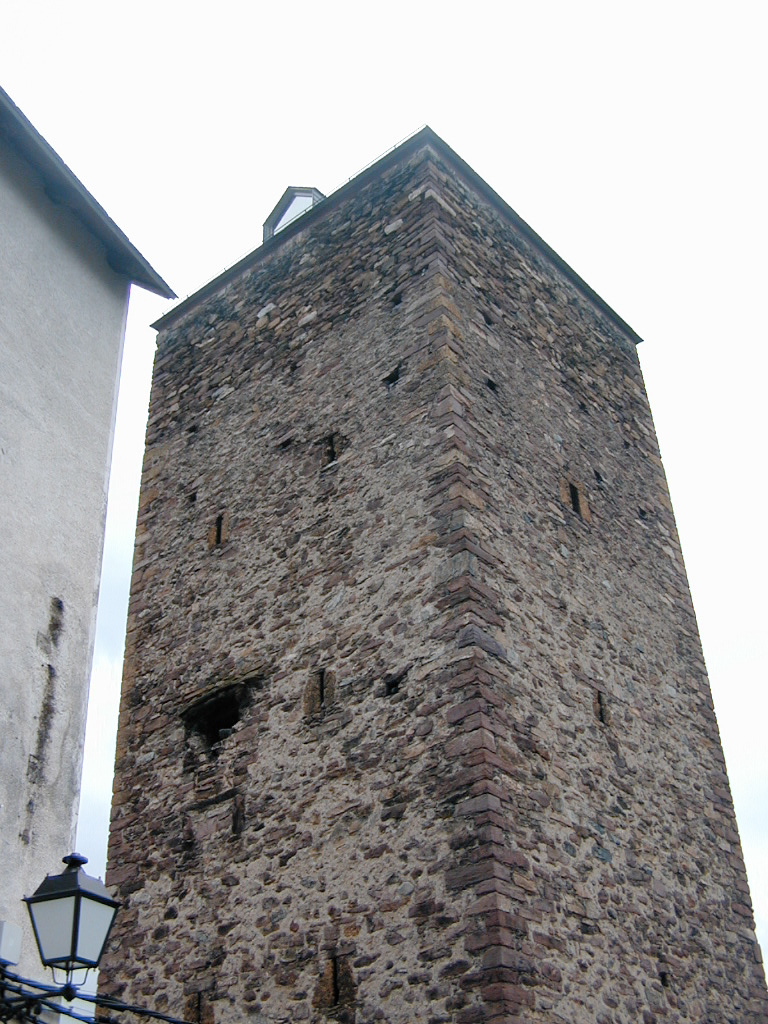
Fachada de torre defensiva vista desde el suelo.

## Tradición
Según la tradición popular la segunda de las torres se levantó por al rivalidad existente entre Casa Rins y Casa Tardán. En esta casa nació Amado Laguna de Rins, que fue alcalde de Zaragoza.